# Muzeum Archeologiczne w Patras
Muzeum Archeologiczne w Patras (gr. Αρχαιολογικό Μουσείο Πάτρας) – muzeum archeologiczne w Patras. Budynek muzeum ma nowoczesną architekturę, w tym wejście wykonane z tytanu o srebrnym odcieniu, które ma kształt latającego spodka. Charakterystyczny jest także "powietrzny korytarz" pozwalający zwiedzającym "unosić się" ponad eksponatami.

## Historia
Pierwotnie otwarcie muzeum planowane było w roku 2006, kiedy Patras było Europejską Stolicą Kultury, ale ostatecznie zostało otwarte w lipcu 2009 roku.

## Zbiory
Ekspozycja muzeum obejmuje okres od starożytności do bizancjum.